# Mietałurh (przystanek kolejowy w rejonie bychowskim)
Mietałurh (biał. Металург; ros. Металлург) – przystanek kolejowy w pobliżu miejscowości Barouka, w rejonie bychowskim, w obwodzie mohylewskim, na Białorusi. Położony jest na linii Orsza - Mohylew - Żłobin.